# Aldo Obino
Aldo Obino (Porto Alegre, 25 de octubre de 1913 - Porto Alegre, 23 de febrero de 2007) fue un periodista y crítico de arte brasileño.

## Biografía
Hijo de João Obino y Alayde Mariante, tuvo cuatro hermanos. Su abuelo era el arquitecto José Obino y su padre fue director comercial del periódico Correio do Povo entre 1905 y 1931. João fomentó el cultivo de la cultura y las artes en su familia, especialmente la música. Aldo aprendió a tocar la flauta y el piano y asistía a conciertos en el Club Haydn. Estudió regularmente en los colegios Rosário y Anchieta.
En 1934 empezó a trabajar en el "Correio do Povo", y en 1936 se licenció en derecho y se interesó también por la filosofía. En su primer año en el "Correio" trabajó como archivista pero pronto pasó a la redacción donde fue responsable de las noticias culturales. En 1938 empezó a escribir una columna permanente, "Notas de Arte", en la que criticaba las artes plásticas, la música, el cine, la danza y el teatro. Al mismo tiempo, escribía reportajes y entrevistas, y colaboraba asiduamente en la sección "Editoriales" con textos sobre filosofía, enseñanza, literatura, sociología, religión, folklore, crónicas de la vida cotidiana, actividades universitarias y biografías de personalidades de la cultura.
Colaboró con el periódico A Nação y la revista Estudos, y tras dejar el Correio en 1984 colaboró gratuitamente con el Jornal do Comércio' de 1989 a 1995. Fue uno de los fundadores de la Asociación Rio-Grandense de Prensa y de la Asociación Estatal de Profesores Católicos. De 1938 a 1968 fue profesor de filosofía y psicología en el Colégio Universitário. A menudo formó parte del jurado de muestras y premios de arte, como el Premio Tibicuera de Teatro Infantil y el Premio Açorianos